# El Piñal (China)
El Piñal fue un asentamiento de la Monarquía Hispánica en el delta del río de las Perlas de Cantón, China. Fue concedido a España por las autoridades de la Dinastía Ming en 1598, poco antes de la muerte del rey Felipe II, pero se abandonaría dos años después debido a conflictos diplomáticos y comerciales con el reino de Portugal, que en aquel momento se encontraba en unión dinástica con España y contaba con la atribución del comercio chino por el tratado de Zaragoza. El emplazamiento exacto de El Piñal fue olvidado por las fuentes y existe debate sobre dónde se encontraba en realidad.

## Trasfondo
La crisis sucesoria portuguesa de 1580 llevó al establecimiento de Felipe II de España como soberano del imperio portugués, originando la unificación dinástica de España y Portugal bajo los auspicios de la Casa de Austria. En los territorios de ultramar de ambos imperios, que tenían su encuentro en el Océano Pacífico tras el establecimiento de las Filipinas españolas, esto abría la puerta a nuevas oportunidades de expansión y comercio. Sin embargo, las autoridades del principal asentamiento portugués en China, Macao, se oponían al contacto con España y extrajeron de su nuevo y mutuo monarca la promesa de que Portugal tendría monopolio de la órbita china. El acuerdo quedó pronto en papel mojado cuando los propios lusos enviaron buques de comercio a Manila, con lo que los españoles se vieron con el derecho a establecer contacto con China.
La vía diplomática entre el imperio español y la dinastía Ming había quedado inaugurada en 1575 tras la batalla de Manila, en la que una coalición de piratas chinos y japoneses al mando de Limahon atacaron sin éxito el puerto hispánico. La China Ming había ofrecido a los españoles terreno costero en el continente a cambio de la captura de Limahon, pero la huida del pirata frustró el posible trato. De un modo u otro, el interés español por una ciudad hispánica en China reverdeció durante el reinado de Felipe, ya que la mala relación con el Japón de Toyotomi Hideyoshi y las políticas cada vez más expansionistas de éste hacían temer un posible ataque nipón a las propiedades ibéricas en el Pacífico, y ni la muerte de Hideyoshi poco después alivió las desconfianzas de los europeos. En 1598, el gobernador de Filipinas, Francisco Tello de Guzmán, envió a China una nave comandada por Juan de Zamudio con la doble misión de establecer comercio y alertar al Emperador Wanli de la hostilidad japonesa.

## Historia
Zamudio tomó puerto en Isla Lantau y desembarcó sus emisarios, y éstos, con una prebenda de 7000 reales a los mandarines locales, éstos dieron licencia a los mercaderes españoles para establecerse provisionalmente en los mismos términos que los asentamientos siameses locales, aunque con mucha mayor carga fiscal que los portugueses de Macao. Éstos enviaron una delegación para elevar una queja por lo que percibían como una intrusión, pero las autoridades chinas, probablemente buscando eliminar el monopolio portugués sobre el comercio ibérico, y así mismo interesadas en las vías marítimas de oro y plata de Nueva España, rechazaron el recurso. Los portugueses no pudieron emprender acciones militares contra El Piñal, ya que la corte de Pekín permitía sólo a regañadientes la presencia de los ibéricos en terreno chino, y un disturbio entre ellos podría haber provocado la expulsión de todos.
Al mismo tiempo que esto sucedía, el antiguo gobernador de Filipinas Luis Pérez das Mariñas había salido con una flota de apoyo durante la guerra hispano-camboyana, pero un temporal dispersó sus naves y le obligó a recalar con su buque insignia en El Piñal, provocando aún más irritación en Macao, donde los precios de las mercaderías chinas habían subido ya como consecuencia de la competencia. El capitán mayor de Macao, Paulo de Portugal, finalmente abrió hostilidades y envió a sus barcos a levantar un bloqueo alrededor de El Piñal, amenazando con la pena de muerte a cualquier residente en suelo portugués que les auxiliara. Das Mariñas y los piñalenses resistieron un tiempo con la ayuda de órdenes religiosas que les pasaban suministros en secreto, pero al ver que Manila no iba a enviar refuerzos y se demoraba en solventar la situación, no tuvieron más remedio que ceder a la presión lusa en noviembre de 1599 y prometer abandonar el asentamiento.
Aun después de zarpar, una nueva tormenta obligó a Das Mariñas cancelar el retornoy a volver a China, buscando refugio en Lampacau, pero esta vez se aseguró de la tranquilidad lusa pactando con De Portugal conseguir un permiso para que Macau comerciase legalmente con Manila. Sin embargo, De Portugal, presionado por los notables de Macao y con permiso del Goa, rompió su palabra una vez dada y armó una enorme flota para atacar a Das Mariñas, que no comandaba más que un junco chino de carga debido a que los restos de su flota con destino a Camboya habían sido reconducidas a Manila antes de las hostilidades. Los españoles, pillados desprevenidos por el giro, se vieron obligados a plantar batalla a fin de abrirse camino, y finalmente lograron escapar a Guanghai y poner rumbo a Manila.
El monarca de España y Portugal, Felipe III, expresó su desagrado con el conflicto y, aunque no aprobó que Zamudio tomase la iniciativa de establecer El Piñal sin consultarlo, ordenó repoblar el lugar. Sin embargo, en Manila la orden jamás se llevó a cabo, cediendo la iniciativa del comercio con China a los mercaderes chinos que acudían por propia iniciativa a las Filipinas, y más tarde a la Formosa española. Las autoridades de Macau quedaron muy resentidas con el episodio, hasta el punto de que, cuando un buque neerlandés llegó a Macao en 1601 y preguntó por El Piñal en la creencia de que todavía había españoles allí, los portugueses arrestaron y pasaron por las armas a todos los tripulantes del barco que pudieron tomar.